# Sphaceloma barleriicola
Sphaceloma barleriicola är en svampart som beskrevs av Wani & Thirum. 1970. Sphaceloma barleriicola ingår i släktet Sphaceloma och familjen Elsinoaceae.   Inga underarter finns listade i Catalogue of Life.